# Matilde Padrós i Rubió
Matilde Padrós i Rubió   (Barcelona, 1873 - Oviedo, 1937) va ser una de les primeres dones universitàries d'Espanya, llicenciada en Filosofia i Lletres el 1887 i doctorada el 1894 en el mateix àmbit per la Universitat Central.

## Orígens
Va néixer a Barcelona el 17 de gener de 1873. Era filla del comerciant tèxtil Timoteu Padrós i de Paulina Rubió, i va ser germana de Joan i Carles Padrós, coneguts per haver estat els fundadors del Reial Madrid Club de Futbol. Durant la seva infantesa la família es va traslladar a viure a Madrid.

## Formació
De 1882 a 1887 va cursar estudis de batxillerat a l'Institut San Isidro. Va superar l'examen de grau amb nota d'excel·lent l'1 de juliol i va rebre el títol el 12 d'octubre de 1887. Després va voler cursar estudis universitaris i l'1 de maig de 1888 va sol·licitar formalment ser matriculada oficialment a la Facultat de Filosofia i Lletres de la Universitat Central, en lloc de ser admesa directament a examen procedent de l'ensenyament privat, tal com estipulava el Reial Ordre de 23 d'abril de 1888, que regulava l'accés de les dones a la universitat. Dues setmanes després, el Director General d'Instrucció Pública va autoritzar la seva admissió previ pagament de la matrícula. Així es va convertir en la primera dona en matricular-se d'aquests estudis a l'estat. No obstant això, va haver d'estudiar el primer curs des de casa i va presentar-se a l'examen per lliure, mentre que a partir del segon curs va poder assistir a classe, tot i que sota unes condicions estrictes, havent de ser acompanyada a l'entrada i la sortida per un bidell i asseient-se al costat de la taula del professor, allunyada dels companys masculins. Va rebre el títol de llicenciada el 18 d'octubre de 1890.
Val a dir que va estar vinculada a l'Asociación para la Enseñanza de la Mujer. El curs de 1889-1890 es va matricular a la assignatura de Teoria de la Literatura i de les Belles Arts de l'Escola d'Institutrius. Després es va doctorar en Filosofia i Lletres a la mateixa universitat. El 27 d'abril va llegir la seva tesi, titulada El testament de Jacob, que es conserva en el seu expedient acadèmic. Aprovada amb un excel·lent, va obtenir el títol de doctora l'1 de març de 1894.

## Vida posterior
Malgrat haver-se doctorat a la universitat, Padrós no va dedicar-se després a activitats intel·lectuals o acadèmiques, sinó que va treballar al negoci familiar, la botiga de modes El Capricho, situada al carrer d'Alcalá. El 1904 va conèixer l'il·lustrador Francisco Sancha per mitjà del poeta Luis de Tapia, i es van casar el 1906. La parella inicialment va viure al carrer de Montalbán de Madrid, davant del Parc del Retiro. Tanmateix, de 1907 a 1910 van viure a El Escorial, on la família Padrós tenia una fincada anomenada Los Alamillos. Allí van néixer els seus fills Tomás, José i Clara, mentre la resta, Soledad i Luis, van néixer a Madrid i Londres, respectivament, on la parella va traslladar-se el 1911, on de fet ja residien els germans de Sancha. Mentre va residir-hi, Padrós va treballar per a la Enciclopèdia Britànica.
El 1922 Padrós va tornar a Espanya, tot i que va haver de fer-ho després que el seu marit, quan aquest va haver reunit prou diners i es van instal·lar de nou a Madrid. El seu espòs va morir el setembre de 1936 a la ciutat d'Oviedo, on s'havia traslladat. Durant la Guerra Civil, Padrós va rebre notícia de la seva neboda Blanca, sol·licitant-hi que intercedís —Francisco Sancha havia estat també un dirigent comunista— pel seu pare, Carles Padrós, que havia estat detingut pels milicians del Front Popular a causa d'una denúncia del porter de la seva casa a Madrid. Segons la neta de Blanca Padrós, la resposta de Matilde hauria estat força dramàtica: «Si heu fet alguna cosa us mataran; si no heu fet res, no». Padrós va morir, segons unes fonts a Oviedo, i altres a la ciutat de València l'agost de 1937.